# Dean
Dean je moško osebno ime.

## Izvor imena
Ime Dean je različica moškega osebnega imena Dejan.

## Pogostost imena
Po podatkih Statističnega urada Republike Slovenije je bilo na dan 31. decembra 2007 v Sloveniji število moških oseb z imenom Dean: 623.